# Deulgukhwa
I Deulgukhwa (들국화?; lett. "camomilla") sono stati un gruppo musicale funk rock sudcoreano formatosi a Seul nel 1985 e scioltosi nel 1987, con periodi di attività discontinua fino al 2013.

## Storia
I Deulgukhwa si formano nel 1982 al Katsudeung di Ichon-dong, Seul, dall'unione artistica tra il cantante Jun In-kwon e il tastierista Heo Seong-wook, a cui si aggiunge il bassista Choi Sung-won, che sceglie il nome del gruppo tra diverse opzioni tra cui Cosmos (cosmea) e Deuljangmi (rosa selvatica); la prima esibizione avviene nel novembre 1983 all'SM accanto al Piccadilly Theater a Jongno. Con l'ingresso del chitarrista Jo Deok-hwan, pubblicano il primo album, nel quale compiono diverse sperimentazioni con rock, folk, blues e fusion, nel settembre 1985. La title track Haengjin (March) riscuote ampio successo tra i giovani e, pur senza apparire in radio, riescono ad affermarsi grazie alle performance live, vendendo 800 000 copie dell'album ed esibendosi in concerti da tutto esaurito in numerosi piccoli teatri. Dopo il flop del secondo album (1986), in cui Jo Deok-hwan è sostituito da Choi Gu-hee e Son Jin-tae, con Joo Chang-won alla batteria, si sciolgono, e Jun e Heo danno alle stampe la raccolta 1979-1987 Memories of Deulgukhwa. Nel 1995 esce il terzo album, a cui partecipano Jun, Min Jae-hyun al basso e Lee Gun-tae alla batteria. Si riuniscono brevemente nel 1998 alla morte di Heo, partendo per un tour nazionale che dura fino al 30 maggio 1999.
Nell'aprile 2013 tornano sul palco per la serie di concerti Again, March, che dura dieci giorni e registra il tutto esaurito. Il batterista Joo Chang-won muore in ottobre, durante le registrazioni del quarto album, che viene pubblicato il 6 dicembre. Colpiti dalla morte del collega, Jun e Choi decidono quindi di intraprendere strade separate, sciogliendo il gruppo il 26 dicembre.

## Lascito
Sono considerati i pionieri delle band underground coreane, tra i primi a suonare il funk rock occidentale in un'epoca in cui la scena musicale locale era soggetta a forti repressioni, e i contenuti ribelli dei loro testi portarono al bando di gran parte della loro discografia.
Il loro primo album Haengjin è apparso in prima posizione nella lista dei 100 migliori album coreani stilata nel 2007 dal quotidiano Kyunghyang Shinmun. È considerato il preludio alla rinascita della musica sudcoreana negli anni Ottanta grazie alle numerose innovazioni adottate durante il processo di creazione e registrazione.
Due gli album tributo dedicati al gruppo dai colleghi musicisti: A Tribute to Deulgukhwa (2001) e 2011 Deulgukhwa Remake (2011).

## Formazione
- Jun In-kwon – voce, chitarra (1985-1987, 1995, 1998-1999, 2013)
- Choi Sung-won – basso, chitarra, voce (1985-1987, 1998-1999, 2013)
- Heo Seong-wook – tastiera (1985-1987)
- Jo Deok-hwan – chitarra, voce (1985)
- Joo Chan-gwon – batteria, voce (1985-1987, 1998-1999, 2013)
- Choi Gu-hee – chitarra (1987)
- Son Jin-tae – chitarra (1987, 1998-1999)
- Min Jae-hyun – basso, voce (1995)
- Lee Gun-tae – batteria (1995)

## Discografia

### Album in studio
- 1985 – Haengjin
- 1986 – You and I
- 1995 – Us
- 2013 – Deulgukhwa

### Album live
- 1986 – Live Concert

### Raccolte
- 1987 – 1979-1987 Memories of Deulgukhwa
- 1989 – Deulgukhwa Best 12
- 1995 – Deulgukhwa Best

## Riconoscimenti
- Golden Disc Award
  - 1986 – Bonsang[11]
  - 2014 – Premio speciale del comitato esecutivo[12]
- Korean Music Award
  - 2021 – Premio alla carriera[13]